# Washio Mei
Washio Mei (鷲尾 めい (Thứu-Vĩ Nha-Y) 20 tháng 10 năm 1997 –) là một nữ diễn viên khiêu dâm người Nhật Bản. Cô thuộc về công ti S1.

## Sự nghiệp
Tháng 4/2019, cô ra mắt ngành phim khiêu dâm với tư cách là nữ diễn viên độc quyền của S1 dưới tên Kakei Jun (筧ジュン). Cơ quan chủ quản của cô là Arrows.
Tháng 7/2019, ảnh áo tắm đầu tiên mới chụp của cô được đăng lên báo Weekly Playboy của Shūeisha.
Tháng 3/2020, tên diễn của cô được đổi thành Washio Mei (鷲尾めい) và cơ quan chủ quản của cô được thay đổi thành Eightman. Cô còn chụp ảnh áo tắm khỏa thân trên số ngày 10/4/2020 của báo Weekly Hyundai của Kōdansha. Cô cũng phát hành sách ảnh trực tuyến "sugar" và "milk" cùng lúc (Được chụp bởi nghệ nhân Kobayashi).
Tháng 8/2021, cô xếp thứ 50 trong "Bảng xếp hạng FLASH 2021 diễn viên nữ gợi cảm chọn bởi 300 độc giả".

## Đời tư
Cô sinh ra ở tỉnh Kanagawa.
Sở thích của cô là xem cung thiên văn. Khả năng đặc biệt của cô là nở nụ cười.
Khi cô 18 tuổi, một người bạn của cô làm việc tại một văn phòng giải trí hỏi tôi có muốn làm ảnh áo tắm không, nhưng cô hoàn toàn không hứng thú và từ chối. Văn phòng người bạn đó đã chuyển đổi thành văn phòng phim người lớn, và anh đã gặp lại cô vào năm 2018 qua một người trung gian, giải thích cho cô về ngành công nghiệp, và ngay lập tức hỏi cô có tin tưởng anh ấy và có thể làm diễn viên khiêu dâm không. Lúc đó cô nghĩ "Không có lí do gì để từ chối".
Tuy cô ra mắt ngành phim khiêu dâm dưới sự quản lí của một người cô tin tưởng, lúc mới làm cô xen lẫn sự căng thẳng và tự hỏi "Điều này có ổn không?" Sau khi quay, cô bị Hội chứng cháy sạch nhẹ.
Một người tương tự đã gặp và nói chuyện với cô thay vì gọi điện thoại từ khi cô còn là sinh viên, và thông qua viết thư chứ không dùng email. Ngay cả trong cuộc sống cá nhân của cô, cô cũng không sử dụng mạng xã hội. Trang Instagram của cô để tên Kakei trên thực tế là do văn phòng (nhà sản xuất) quản lý (cô chưa bao giờ hoạt động trên đó).
Ngực cô to ra từ khi cô còn học cấp ba, và khi mặc loại áo đang thịnh hành thời đó, cô nhận thấy ngực cô to quá mức vì người qua đường luôn nhìn chằm chằm vào cô. Mặc dù điều này được hoan nghênh khi quay phim vì có thể nhìn thấy khoảng trống rõ ràng giữa hai bên ngực và trông mập mạp, nhưng điều này vẫn khá cồng kềnh và khó giải quyết vào năm 2019.
Lần quan hệ tình dục đầu tên là vào năm 17 tuổi, với một người đàn ông cô đã hẹn hò đến khi cô ra mắt ngành phim khiêu dâm.
Sau khi chọn vào ngành công nghiệp phim khiêu dâm, cô đã đến phòng tập gym cá nhân và thay đổi hình dáng cơ thể.